# NGC 3124
NGC 3124 ist eine Balken-Spiralgalaxie vom Hubble-Typ SBbc im Sternbild Hydra südlich der Ekliptik. Sie ist schätzungsweise 150 Millionen Lichtjahre von der Milchstraße entfernt und hat einen Durchmesser von etwa 130.000 Lichtjahren. Gemeinsam mit fünf weiteren Galaxien bildet sie die NGC 3091-Gruppe (LGG 186).
Das Objekt wurde am 23. März 1835 von John Herschel entdeckt.